# Nguyễn Trung Hoài
Nguyễn Trung Hoài, tức Lê Linh (24 tháng 12 năm 1924 - 14 tháng 6 năm 1998) là Trung tướng Quân đội nhân dân Việt Nam. Ông từng giữ các chức vụ là Phó Chủ nhiệm Chính trị Quân khu 4, Chính ủy Sư đoàn 308, Chủ nhiệm Chính trị Quân khu 3, Chủ nhiệm Chính trị Mặt trận B3 – Tây Nguyên, Chủ nhiệm Chính trị Quân khu Tây Bắc, Phó Chính ủy kiêm Chủ nhiệm Chính trị Đoàn 559 – Bộ đội Trường Sơn, Chính ủy Mặt trận 31, Chính ủy (đầu tiên) kiêm Bí thư Đảng ủy Quân đoàn 2, Phó Viện trưởng Học viện Quân sự Cấp cao (nay là Học viện Quốc phòng).

## Thân thế và sự nghiệp
Ông sinh ngày 24 tháng 12 năm 1924 tại xã Hải Bắc, huyện Hải Hậu, tỉnh Nam Định.
Tháng 10 năm 1944, ông tham gia hoạt động Cách mạng trong Thanh niên Xung kích thành Hoàng Diệu. Ông được kết nạp vào Đảng Cộng sản Đông Dương.
Tháng 8 năm 1945, Tiểu đội trưởng Tự vệ thành Hoàng Diệu, sau đó chuyển sang Vệ quốc đoàn.
Tháng 11 năm 1945, Chính trị viên Đại đội Sơn Tây. Tháng 12 năm 1945,
Từ tháng 5 năm 1946 đến năm 1949, ông lần lượt là Chính trị viên Tiểu đoàn, Trưởng ban Kiểm tra Đảng, Trưởng ban Chính trị Trung đoàn 148 Sơn La, Trung đoàn 209 Sông Lô.
Tháng 8 năm 1950, Chính uỷ Trung đoàn 36, Trung đoàn 102 Sư đoàn 308.
Tháng 8 năm 1954, giảng viên trường Trung cao Quân sự.
Từ tháng 11 năm 1955 đến tháng 5 năm 1966, ông lần lượt giữ các chức vụ: Phó chủ nhiệm chính trị Quân khu 4, Chính uỷ Sư đoàn 308, Chủ nhiệm chính trị Quân khu 3.
Tháng 6 năm 1966, Chủ nhiệm chính trị Mặt trận Tây Nguyên.
Tháng 3 năm 1968, Chủ nhiệm chính trị Quân khu Tây Bắc.
Tháng 9 năm 1970, Phó chính uỷ kiêm Chủ nhiệm chính trị Bộ tư lệnh Đoàn 559.
Từ năm 1971 - 1974, Phó chính uỷ, Chính uỷ Mặt trận 31.
Tháng 4 năm 1974, Chính uỷ Quân đoàn 2, Bí thư Đảng uỷ Quân đoàn
Tháng 8 năm 1979, ông được cử đi học tại Trường Đảng Nguyễn Ái Quốc.
Tháng 2 năm 1981, giữ chức Phó viện trưởng Học viện Quân sự cấp cao (nay là Học viện Quốc phòng)
Năm 1992, ông được Nhà nước Việt Nam và Quân đội nhân dân Việt Nam cho nghỉ để chữa bệnh.
Ông qua đời ngày 14 tháng 6 năm 1998 tại Hà Nội, hưởng thọ 74 tuổi. Thiếu tướng (1974), Trung tướng (1984).

## Khen thưởng
- Huân chương Độc Lập hạng Nhất.
- Huân chương Quân công (hai hạng Nhất, một hạng Ba).
- Huân chương Chiến công hạng Nhất.
- Huân chương Chiến sĩ vẻ vang (hạng Nhất, Nhì, Ba).
- Huy chương Quân kỳ Quyết thắng.
- Huy hiệu 50 năm tuổi Đảng.